# Park Kap-sook
Dans ce nom coréen, le nom de famille,  Park , précède le nom personnel.
Park Kap-sook, née le 25 novembre 1970, est une handballeuse internationale sud-coréenne.
Avec l'équipe de Corée du Sud, elle participe aux Jeux olympiques de 1992 où elle remporte la médaille d'or.

## Palmarès
- Jeux olympiques d'été
  -  Médaille d'or aux Jeux olympiques de 1992 à Barcelone,  Espagne